# Moulinette

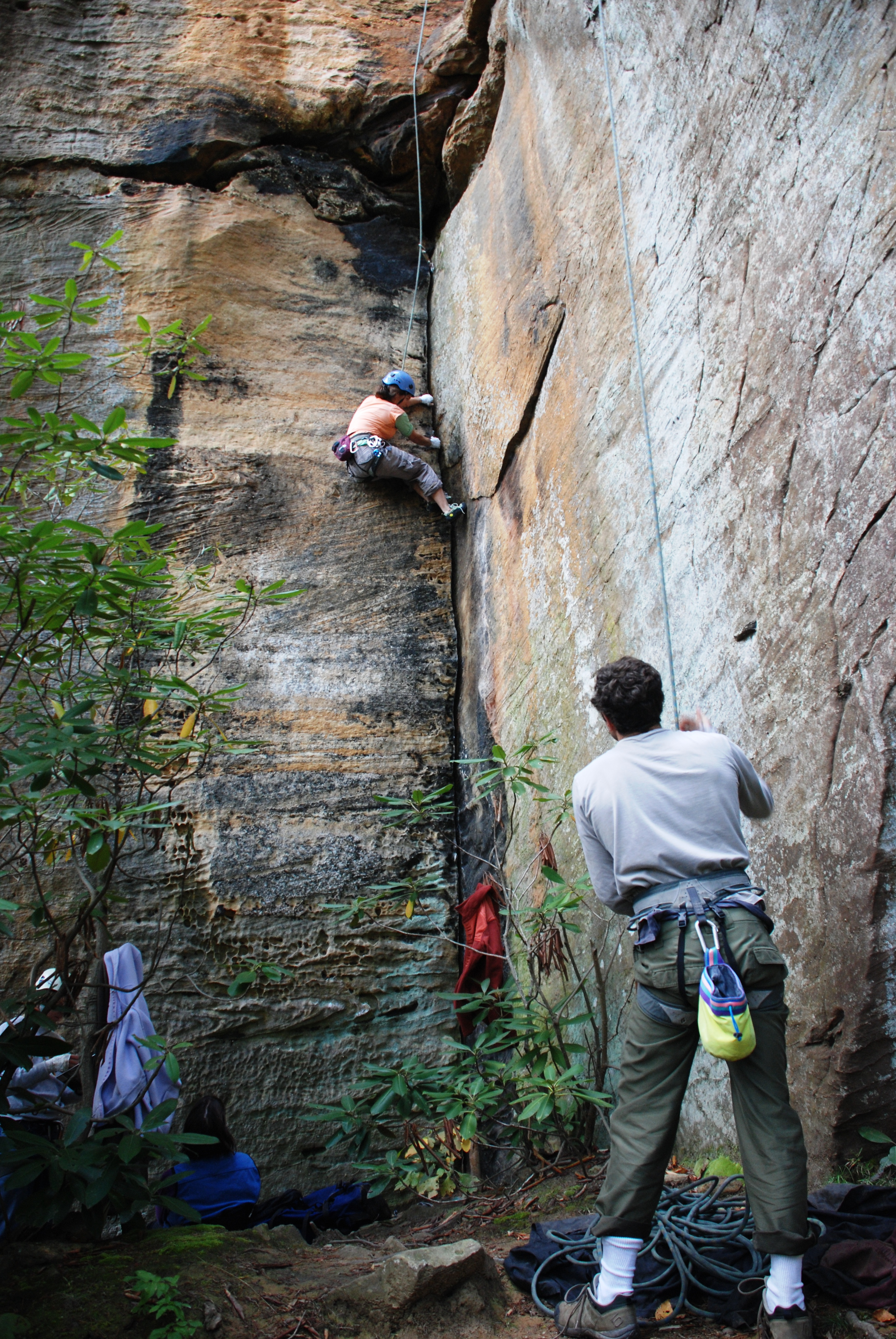
Escalador asegurado en Moulinette

La Moulinette es un procedimiento de descuelgue usado en escalada y principalmente en equipamiento de vías, básicamente es la solución para un descuelgue ante una anilla o argolla cerrada demasiado pequeña, sin el uso de una cadena.

## Procedimiento general
1. Seguridad: este paso no deja al escalador asegurado, siendo tan solo una medida de seguridad menor, la idea es que se realice apenas sea posible. Mediante un reenvío debe engancharse a la anilla, otra opción es un ballestrinque con la línea, usando cuerda doble (no recomendado, pero se considera una opción válida).
2. Anclaje del escalador: se debe solicitar al asegurador la cuerda necesaria para un trabajo cómodo (1 a 1,5 m de cuerda doble), pasar la cuerda en doble por la anilla (de abajo hacia arriba) y encordarse sobre el arnés, usando un nudo de anclaje (se recomienda el as de guía o bowline), el sobrante será un lazo y debe ser suficiente para pasarlo por sobre el hombro del escalador. Una vez terminado esto el escalador está asegurado correctamente, sin embargo se mantiene la seguridad del paso 1.
3. Nuevo Encordamiento: como se está asegurado, se puede trabajar con ambas manos. Se procede a desarmar el encordamiento inicial cuidando dejar la cuerda pasada en forma simple, si bien es posible el descuelgue en estas condiciones el procedimiento considera prudente un nuevo encordamiento, el cual debe realizarse del mismo modo en que se realizó el inicial.

Finalmente se quita la seguridad inicial y se inicia el descenso. Si en el paso 1 se usó el ballestrinque la cuerda sobrante será bastante y se debe acomodar antes de iniciar el descenso.